# Ellen Corver
Ellen Corver (* im 20. Jahrhundert) ist eine niederländische Pianistin.

## Leben und Wirken
Corver studierte am Königlichen Konservatorium in Den Haag bei Else Krijgsman und Naum Grubert. Hier lernte sie 1982 Karlheinz Stockhausen kennen, mit dem sie in der Folgezeit oft zusammenarbeitete. Sie reiste mit seinem Ensemble nach Brasilien, England, Portugal, Dänemark, spielte seine Musik auf Festivals und gab Meisterkurse zu seiner Musik. Daneben spielte sie die Klavierkonzerte von György Ligeti und John Cage und arbeitete mit dem ungarischen Komponisten György Kurtág. 1998 debütierte sie mit dem Concertgebouw-Orchester in einem Klavierkonzert, das Klaas de Vries für sie komponiert hatte.
Neben der zeitgenössischen Musik spielt Corver auch das klassische Repertoire. Mit Orchestern wie dem Nederlands Philharmonisch Orkest, dem Radio Kamerorkest und dem Residentie Orkest führte sie u. a. Klavierkonzerte von Wolfgang Amadeus Mozart, Ludwig van Beethoven, Béla Bartók und Maurice Ravel auf. 
Außer als Solopianistin tritt sie auch im Klavierduo mit Sepp Grotenhuis auf und ist Mitglied des Osiris Piano Trio. Seit 1992 ist sie Klavierdozentin am Königlichen Konservatorium in Den Haag.
| Personendaten    | Personendaten             |
| ---------------- | ------------------------- |
| NAME             | Corver, Ellen             |
| KURZBESCHREIBUNG | niederländische Pianistin |
| GEBURTSDATUM     | 20. Jahrhundert           |